# Eleições presidenciais de 2016 em Vila Real

## Resultados Oficiais
| Candidato               | Candidato                | Votos  | %               |
| ----------------------- | ------------------------ | ------ | --------------- |
|                         | Marcelo Rebelo de Sousa  | 14 269 | 58,62 / 100,00  |
|                         | António Sampaio da Nóvoa | 5 300  | 21,77 / 100,00  |
|                         | Marisa Matias            | 1 985  | 8,16 / 100,00   |
|                         | Maria de Belém Roseira   | 846    | 3,48 / 100,00   |
|                         | Vitorino Silva           | 812    | 3,34 / 100,00   |
|                         | Paulo de Morais          | 466    | 1,91 / 100,00   |
|                         | Edgar Silva              | 351    | 1,44 / 100,00   |
|                         | Henrique Neto            | 201    | 0,83 / 100,00   |
|                         | Jorge Sequeira           | 67     | 0,28 / 100,00   |
|                         | Cândido Ferreira         | 43     | 0,18 / 100,00   |
| Votos Inválidos         | Votos Inválidos          | 457    | 1,84 / 100,00   |
| Total                   | Total                    | 24 797 | 100,00 / 100,00 |
| Eleitorado/Participação | Eleitorado/Participação  | 51 049 | 48,57 / 100,00  |

## Resultados por Freguesia
Os resultados dos candidatos por freguesia foram os seguintes:
| Freguesia                      | %     | %     | %     | %    | %    | %    | %    | %    | %    | %    | Votantes |
| Freguesia                      | MRS   | ASN   | MM    | MBR  | VS   | PM   | ES   | HN   | JS   | CF   | Votantes |
| ------------------------------ | ----- | ----- | ----- | ---- | ---- | ---- | ---- | ---- | ---- | ---- | -------- |
| Abaças                         | 56,25 | 24,78 | 4,96  | 4,09 | 2,80 | 2,16 | 3,45 | 1,08 | 0,43 | 0    | 473      |
| Adoufe e Vilarinho de Samardã  | 59,07 | 19,72 | 8,25  | 3,30 | 5,18 | 1,34 | 1,57 | 1,26 | 0,16 | 0,16 | 1 293    |
| Andrães                        | 64,88 | 15,47 | 8,78  | 3,41 | 5,24 | 1,05 | 0,26 | 0,26 | 0,26 | 0,39 | 778      |
| Arroios                        | 53,02 | 25,91 | 7,43  | 4,84 | 3,63 | 2,76 | 0,35 | 1,38 | 0,52 | 0,17 | 595      |
| Borbela e Lamas de Olo         | 60,06 | 21,71 | 9,03  | 3,09 | 2,14 | 1,82 | 0,79 | 1,11 | 0,16 | 0,08 | 1 282    |
| Campeã                         | 69,27 | 14,44 | 5,56  | 4,90 | 3,05 | 1,06 | 0,40 | 0,66 | 0,26 | 0,40 | 765      |
| Constantim e Vale de Nogueiras | 68,28 | 13,97 | 7,56  | 3,26 | 3,05 | 0,95 | 0,74 | 1,37 | 0,63 | 0,21 | 992      |
| Folhadela                      | 56,05 | 21,36 | 10,68 | 3,59 | 3,12 | 1,42 | 2,93 | 0,66 | 0,09 | 0,09 | 1 082    |
| Guiães                         | 83,97 | 4,64  | 5,49  | 3,38 | 0,84 | 0,84 | 0    | 0    | 0,84 | 0    | 240      |
| Lordelo                        | 53,27 | 23,60 | 8,85  | 3,99 | 5,10 | 2,31 | 1,44 | 0,96 | 0,40 | 0,08 | 1 283    |
| Mateus                         | 52,22 | 27,02 | 9,21  | 3,23 | 2,89 | 2,62 | 1,95 | 0,40 | 0,27 | 0,20 | 1 509    |
| Mondrões                       | 64,04 | 17,78 | 6,67  | 3,64 | 4,85 | 1,41 | 0,20 | 0,61 | 0,61 | 0,20 | 499      |
| Mouçós e Lamares               | 62,68 | 17,26 | 7,80  | 3,90 | 4,76 | 1,22 | 1,04 | 1,22 | 0    | 0,12 | 1 678    |
| Nogueira e Ermida              | 62,21 | 19,21 | 5,22  | 4,18 | 4,38 | 0,84 | 1,46 | 0,42 | 1,04 | 1,04 | 484      |
| Parada de Cunhos               | 57,64 | 22,29 | 8,52  | 3,85 | 3,50 | 1,87 | 1,40 | 0,47 | 0    | 0,47 | 872      |
| Pena, Quintã e Vila Cova       | 78,50 | 7,72  | 5,43  | 2,51 | 3,34 | 0,63 | 0,63 | 0,42 | 0,21 | 0,63 | 482      |
| São Tomé do Castelo e Justes   | 71,93 | 12,12 | 5,67  | 2,76 | 3,22 | 1,07 | 1,07 | 1,84 | 0,31 | 0    | 656      |
| Torgueda                       | 63,94 | 17,46 | 8,31  | 3,10 | 3,24 | 1,69 | 0,85 | 0,70 | 0,42 | 0,28 | 723      |
| Vila Marim                     | 66,29 | 15,90 | 5,64  | 2,48 | 5,75 | 1,58 | 0,45 | 1,24 | 0,11 | 0,56 | 900      |
| Vila Real                      | 52,90 | 27,06 | 8,86  | 3,36 | 2,32 | 2,57 | 1,94 | 0,67 | 0,21 | 0,10 | 8 211    |
| Vila Real                      | 58,62 | 21,77 | 8,16  | 3,48 | 3,34 | 1,91 | 1,44 | 0,83 | 0,28 | 0,18 | 24 797   |

#### Abaças
| Candidato               | Candidato                | Votos | %               |
| ----------------------- | ------------------------ | ----- | --------------- |
|                         | Marcelo Rebelo de Sousa  | 261   | 56,25 / 100,00  |
|                         | António Sampaio da Nóvoa | 115   | 24,78 / 100,00  |
|                         | Marisa Matias            | 23    | 4,96 / 100,00   |
|                         | Maria de Belém Roseira   | 19    | 4,09 / 100,00   |
|                         | Edgar Silva              | 16    | 3,45 / 100,00   |
|                         | Vitorino Silva           | 13    | 2,80 / 100,00   |
|                         | Paulo de Morais          | 10    | 2,16 / 100,00   |
|                         | Henrique Neto            | 5     | 1,08 / 100,00   |
|                         | Jorge Sequeira           | 2     | 0,43 / 100,00   |
|                         | Cândido Ferreira         | 0     | 0,00 / 100,00   |
| Votos Inválidos         | Votos Inválidos          | 10    | 1,90 / 100,00   |
| Total                   | Total                    | 473   | 100,00 / 100,00 |
| Eleitorado/Participação | Eleitorado/Participação  | 1 243 | 38,05 / 100,00  |

#### Adoufe e Vilarinho de Samardã
| Candidato               | Candidato                | Votos | %               |
| ----------------------- | ------------------------ | ----- | --------------- |
|                         | Marcelo Rebelo de Sousa  | 752   | 59,07 / 100,00  |
|                         | António Sampaio da Nóvoa | 251   | 19,72 / 100,00  |
|                         | Marisa Matias            | 105   | 8,25 / 100,00   |
|                         | Vitorino Silva           | 66    | 5,18 / 100,00   |
|                         | Maria de Belém Roseira   | 42    | 3,30 / 100,00   |
|                         | Edgar Silva              | 20    | 1,57 / 100,00   |
|                         | Paulo de Morais          | 17    | 1,34 / 100,00   |
|                         | Henrique Neto            | 16    | 1,26 / 100,00   |
|                         | Jorge Sequeira           | 2     | 0,16 / 100,00   |
|                         | Cândido Ferreira         | 2     | 0,16 / 100,00   |
| Votos Inválidos         | Votos Inválidos          | 20    | 1,55 / 100,00   |
| Total                   | Total                    | 1 293 | 100,00 / 100,00 |
| Eleitorado/Participação | Eleitorado/Participação  | 2 957 | 43,73 / 100,00  |

#### Andrães
| Candidato               | Candidato                | Votos | %               |
| ----------------------- | ------------------------ | ----- | --------------- |
|                         | Marcelo Rebelo de Sousa  | 495   | 64,88 / 100,00  |
|                         | António Sampaio da Nóvoa | 118   | 15,47 / 100,00  |
|                         | Marisa Matias            | 67    | 8,78 / 100,00   |
|                         | Vitorino Silva           | 40    | 5,24 / 100,00   |
|                         | Maria de Belém Roseira   | 26    | 3,41 / 100,00   |
|                         | Paulo de Morais          | 8     | 1,05 / 100,00   |
|                         | Cândido Ferreira         | 3     | 0,39 / 100,00   |
|                         | Edgar Silva              | 2     | 0,26 / 100,00   |
|                         | Henrique Neto            | 2     | 0,26 / 100,00   |
|                         | Jorge Sequeira           | 2     | 0,26 / 100,00   |
| Votos Inválidos         | Votos Inválidos          | 15    | 1,93 / 100,00   |
| Total                   | Total                    | 778   | 100,00 / 100,00 |
| Eleitorado/Participação | Eleitorado/Participação  | 1 679 | 46,34 / 100,00  |

#### Arroios
| Candidato               | Candidato                | Votos | %               |
| ----------------------- | ------------------------ | ----- | --------------- |
|                         | Marcelo Rebelo de Sousa  | 307   | 53,02 / 100,00  |
|                         | António Sampaio da Nóvoa | 150   | 25,91 / 100,00  |
|                         | Marisa Matias            | 43    | 7,43 / 100,00   |
|                         | Maria de Belém Roseira   | 28    | 4,84 / 100,00   |
|                         | Vitorino Silva           | 21    | 3,63 / 100,00   |
|                         | Paulo de Morais          | 16    | 2,76 / 100,00   |
|                         | Henrique Neto            | 8     | 1,38 / 100,00   |
|                         | Jorge Sequeira           | 3     | 0,52 / 100,00   |
|                         | Edgar Silva              | 2     | 0,35 / 100,00   |
|                         | Cândido Ferreira         | 1     | 0,17 / 100,00   |
| Votos Inválidos         | Votos Inválidos          | 16    | 2,69 / 100,00   |
| Total                   | Total                    | 595   | 100,00 / 100,00 |
| Eleitorado/Participação | Eleitorado/Participação  | 1 040 | 57,21 / 100,00  |

#### Borbela e Lamas de Olo
| Candidato               | Candidato                | Votos | %               |
| ----------------------- | ------------------------ | ----- | --------------- |
|                         | Marcelo Rebelo de Sousa  | 758   | 60,06 / 100,00  |
|                         | António Sampaio da Nóvoa | 274   | 21,71 / 100,00  |
|                         | Marisa Matias            | 114   | 9,03 / 100,00   |
|                         | Maria de Belém Roseira   | 39    | 3,09 / 100,00   |
|                         | Vitorino Silva           | 27    | 2,14 / 100,00   |
|                         | Paulo de Morais          | 23    | 1,82 / 100,00   |
|                         | Henrique Neto            | 14    | 1,11 / 100,00   |
|                         | Edgar Silva              | 10    | 0,79 / 100,00   |
|                         | Jorge Sequeira           | 2     | 0,16 / 100,00   |
|                         | Cândido Ferreira         | 1     | 0,08 / 100,00   |
| Votos Inválidos         | Votos Inválidos          | 20    | 1,56 / 100,00   |
| Total                   | Total                    | 1 282 | 100,00 / 100,00 |
| Eleitorado/Participação | Eleitorado/Participação  | 2 762 | 46,42 / 100,00  |

#### Campeã
| Candidato               | Candidato                | Votos | %               |
| ----------------------- | ------------------------ | ----- | --------------- |
|                         | Marcelo Rebelo de Sousa  | 523   | 69,27 / 100,00  |
|                         | António Sampaio da Nóvoa | 109   | 14,44 / 100,00  |
|                         | Marisa Matias            | 42    | 5,56 / 100,00   |
|                         | Maria de Belém Roseira   | 37    | 4,90 / 100,00   |
|                         | Vitorino Silva           | 23    | 3,05 / 100,00   |
|                         | Paulo de Morais          | 8     | 1,06 / 100,00   |
|                         | Henrique Neto            | 5     | 0,66 / 100,00   |
|                         | Edgar Silva              | 3     | 0,40 / 100,00   |
|                         | Cândido Ferreira         | 3     | 0,40 / 100,00   |
|                         | Jorge Sequeira           | 2     | 0,20 / 100,00   |
| Votos Inválidos         | Votos Inválidos          | 10    | 1,30 / 100,00   |
| Total                   | Total                    | 765   | 100,00 / 100,00 |
| Eleitorado/Participação | Eleitorado/Participação  | 1 841 | 41,55 / 100,00  |

#### Constantim e Vale de Nogueiras
| Candidato               | Candidato                | Votos | %               |
| ----------------------- | ------------------------ | ----- | --------------- |
|                         | Marcelo Rebelo de Sousa  | 650   | 68,28 / 100,00  |
|                         | António Sampaio da Nóvoa | 133   | 13,97 / 100,00  |
|                         | Marisa Matias            | 72    | 7,56 / 100,00   |
|                         | Maria de Belém Roseira   | 31    | 3,26 / 100,00   |
|                         | Vitorino Silva           | 29    | 3,05 / 100,00   |
|                         | Henrique Neto            | 13    | 1,37 / 100,00   |
|                         | Paulo de Morais          | 9     | 0,95 / 100,00   |
|                         | Edgar Silva              | 7     | 0,74 / 100,00   |
|                         | Jorge Sequeira           | 6     | 0,63 / 100,00   |
|                         | Cândido Ferreira         | 2     | 0,21 / 100,00   |
| Votos Inválidos         | Votos Inválidos          | 40    | 4,04 / 100,00   |
| Total                   | Total                    | 992   | 100,00 / 100,00 |
| Eleitorado/Participação | Eleitorado/Participação  | 1 970 | 50,36 / 100,00  |

#### Folhadela
| Candidato               | Candidato                | Votos | %               |
| ----------------------- | ------------------------ | ----- | --------------- |
|                         | Marcelo Rebelo de Sousa  | 593   | 56,05 / 100,00  |
|                         | António Sampaio da Nóvoa | 226   | 21,36 / 100,00  |
|                         | Marisa Matias            | 113   | 10,68 / 100,00  |
|                         | Maria de Belém Roseira   | 38    | 3,59 / 100,00   |
|                         | Vitorino Silva           | 33    | 3,12 / 100,00   |
|                         | Edgar Silva              | 31    | 2,93 / 100,00   |
|                         | Paulo de Morais          | 15    | 1,42 / 100,00   |
|                         | Henrique Neto            | 7     | 0,66 / 100,00   |
|                         | Jorge Sequeira           | 1     | 0,09 / 100,00   |
|                         | Cândido Ferreira         | 1     | 0,09 / 100,00   |
| Votos Inválidos         | Votos Inválidos          | 24    | 2,22 / 100,00   |
| Total                   | Total                    | 1 082 | 100,00 / 100,00 |
| Eleitorado/Participação | Eleitorado/Participação  | 2 046 | 52,88 / 100,00  |

#### Guiães
| Candidato               | Candidato                | Votos | %               |
| ----------------------- | ------------------------ | ----- | --------------- |
|                         | Marcelo Rebelo de Sousa  | 199   | 83,97 / 100,00  |
|                         | Marisa Matias            | 13    | 5,49 / 100,00   |
|                         | António Sampaio da Nóvoa | 11    | 4,64 / 100,00   |
|                         | Maria de Belém Roseira   | 8     | 3,38 / 100,00   |
|                         | Vitorino Silva           | 2     | 0,84 / 100,00   |
|                         | Paulo de Morais          | 2     | 0,84 / 100,00   |
|                         | Jorge Sequeira           | 2     | 0,84 / 100,00   |
|                         | Edgar Silva              | 0     | 0,00 / 100,00   |
|                         | Henrique Neto            | 0     | 0,00 / 100,00   |
|                         | Cândido Ferreira         | 0     | 0,00 / 100,00   |
| Votos Inválidos         | Votos Inválidos          | 3     | 1,25 / 100,00   |
| Total                   | Total                    | 240   | 100,00 / 100,00 |
| Eleitorado/Participação | Eleitorado/Participação  | 709   | 33,85 / 100,00  |

#### Lordelo
| Candidato               | Candidato                | Votos | %               |
| ----------------------- | ------------------------ | ----- | --------------- |
|                         | Marcelo Rebelo de Sousa  | 668   | 53,27 / 100,00  |
|                         | António Sampaio da Nóvoa | 296   | 23,60 / 100,00  |
|                         | Marisa Matias            | 111   | 8,85 / 100,00   |
|                         | Vitorino Silva           | 64    | 5,10 / 100,00   |
|                         | Maria de Belém Roseira   | 50    | 3,99 / 100,00   |
|                         | Paulo de Morais          | 29    | 2,31 / 100,00   |
|                         | Edgar Silva              | 18    | 1,44 / 100,00   |
|                         | Henrique Neto            | 12    | 0,96 / 100,00   |
|                         | Jorge Sequeira           | 5     | 0,40 / 100,00   |
|                         | Cândido Ferreira         | 1     | 0,08 / 100,00   |
| Votos Inválidos         | Votos Inválidos          | 29    | 2,26 / 100,00   |
| Total                   | Total                    | 1 283 | 100,00 / 100,00 |
| Eleitorado/Participação | Eleitorado/Participação  | 2 676 | 47,94 / 100,00  |

#### Mateus
| Candidato               | Candidato                | Votos | %               |
| ----------------------- | ------------------------ | ----- | --------------- |
|                         | Marcelo Rebelo de Sousa  | 777   | 52,22 / 100,00  |
|                         | António Sampaio da Nóvoa | 402   | 27,02 / 100,00  |
|                         | Marisa Matias            | 137   | 9,21 / 100,00   |
|                         | Maria de Belém Roseira   | 48    | 3,23 / 100,00   |
|                         | Vitorino Silva           | 43    | 2,89 / 100,00   |
|                         | Paulo de Morais          | 39    | 2,62 / 100,00   |
|                         | Edgar Silva              | 29    | 1,95 / 100,00   |
|                         | Henrique Neto            | 6     | 0,40 / 100,00   |
|                         | Jorge Sequeira           | 4     | 0,27 / 100,00   |
|                         | Cândido Ferreira         | 3     | 0,20 / 100,00   |
| Votos Inválidos         | Votos Inválidos          | 21    | 1,46 / 100,00   |
| Total                   | Total                    | 1 509 | 100,00 / 100,00 |
| Eleitorado/Participação | Eleitorado/Participação  | 2 838 | 53,17 / 100,00  |

#### Mondrões
| Candidato               | Candidato                | Votos | %               |
| ----------------------- | ------------------------ | ----- | --------------- |
|                         | Marcelo Rebelo de Sousa  | 317   | 64,04 / 100,00  |
|                         | António Sampaio da Nóvoa | 88    | 17,78 / 100,00  |
|                         | Marisa Matias            | 33    | 6,67 / 100,00   |
|                         | Maria de Belém Roseira   | 24    | 4,85 / 100,00   |
|                         | Vitorino Silva           | 18    | 3,64 / 100,00   |
|                         | Paulo de Morais          | 7     | 1,41 / 100,00   |
|                         | Henrique Neto            | 3     | 0,61 / 100,00   |
|                         | Jorge Sequeira           | 3     | 0,61 / 100,00   |
|                         | Edgar Silva              | 1     | 0,20 / 100,00   |
|                         | Cândido Ferreira         | 1     | 0,20 / 100,00   |
| Votos Inválidos         | Votos Inválidos          | 4     | 0,80 / 100,00   |
| Total                   | Total                    | 499   | 100,00 / 100,00 |
| Eleitorado/Participação | Eleitorado/Participação  | 1 033 | 48,31 / 100,00  |

#### Mouçós e Lamares
| Candidato               | Candidato                | Votos | %               |
| ----------------------- | ------------------------ | ----- | --------------- |
|                         | Marcelo Rebelo de Sousa  | 1 028 | 62,68 / 100,00  |
|                         | António Sampaio da Nóvoa | 283   | 17,26 / 100,00  |
|                         | Marisa Matias            | 128   | 7,80 / 100,00   |
|                         | Vitorino Silva           | 78    | 4,76 / 100,00   |
|                         | Maria de Belém Roseira   | 64    | 3,90 / 100,00   |
|                         | Paulo de Morais          | 20    | 1,22 / 100,00   |
|                         | Henrique Neto            | 20    | 1,22 / 100,00   |
|                         | Edgar Silva              | 17    | 1,04 / 100,00   |
|                         | Cândido Ferreira         | 2     | 0,12 / 100,00   |
|                         | Jorge Sequeira           | 0     | 0,00 / 100,00   |
| Votos Inválidos         | Votos Inválidos          | 31    | 2,26 / 100,00   |
| Total                   | Total                    | 1 678 | 100,00 / 100,00 |
| Eleitorado/Participação | Eleitorado/Participação  | 3 613 | 46,44 / 100,00  |

#### Nogueira e Ermida
| Candidato               | Candidato                | Votos | %               |
| ----------------------- | ------------------------ | ----- | --------------- |
|                         | Marcelo Rebelo de Sousa  | 298   | 62,21 / 100,00  |
|                         | António Sampaio da Nóvoa | 92    | 19,21 / 100,00  |
|                         | Marisa Matias            | 25    | 5,22 / 100,00   |
|                         | Vitorino Silva           | 21    | 4,38 / 100,00   |
|                         | Maria de Belém Roseira   | 20    | 4,18 / 100,00   |
|                         | Edgar Silva              | 7     | 1,46 / 100,00   |
|                         | Jorge Sequeira           | 5     | 1,04 / 100,00   |
|                         | Cândido Ferreira         | 5     | 1,04 / 100,00   |
|                         | Paulo de Morais          | 4     | 0,84 / 100,00   |
|                         | Henrique Neto            | 2     | 0,42 / 100,00   |
| Votos Inválidos         | Votos Inválidos          | 5     | 1,04 / 100,00   |
| Total                   | Total                    | 484   | 100,00 / 100,00 |
| Eleitorado/Participação | Eleitorado/Participação  | 1 078 | 44,90 / 100,00  |

#### Parada de Cunhos
| Candidato               | Candidato                | Votos | %               |
| ----------------------- | ------------------------ | ----- | --------------- |
|                         | Marcelo Rebelo de Sousa  | 494   | 57,64 / 100,00  |
|                         | António Sampaio da Nóvoa | 191   | 22,29 / 100,00  |
|                         | Marisa Matias            | 73    | 8,52 / 100,00   |
|                         | Maria de Belém Roseira   | 33    | 3,85 / 100,00   |
|                         | Vitorino Silva           | 30    | 3,50 / 100,00   |
|                         | Paulo de Morais          | 16    | 1,87 / 100,00   |
|                         | Edgar Silva              | 12    | 1,40 / 100,00   |
|                         | Henrique Neto            | 4     | 0,47 / 100,00   |
|                         | Jorge Sequeira           | 4     | 0,47 / 100,00   |
|                         | Cândido Ferreira         | 0     | 0,00 / 100,00   |
| Votos Inválidos         | Votos Inválidos          | 15    | 1,72 / 100,00   |
| Total                   | Total                    | 872   | 100,00 / 100,00 |
| Eleitorado/Participação | Eleitorado/Participação  | 1 709 | 51,02 / 100,00  |

#### Pena, Quintã e Vila Cova
| Candidato               | Candidato                | Votos | %               |
| ----------------------- | ------------------------ | ----- | --------------- |
|                         | Marcelo Rebelo de Sousa  | 376   | 78,50 / 100,00  |
|                         | António Sampaio da Nóvoa | 37    | 7,72 / 100,00   |
|                         | Marisa Matias            | 26    | 5,43 / 100,00   |
|                         | Vitorino Silva           | 16    | 3,34 / 100,00   |
|                         | Maria de Belém Roseira   | 12    | 2,51 / 100,00   |
|                         | Paulo de Morais          | 3     | 0,63 / 100,00   |
|                         | Edgar Silva              | 3     | 0,63 / 100,00   |
|                         | Cândido Ferreira         | 3     | 0,63 / 100,00   |
|                         | Henrique Neto            | 2     | 0,42 / 100,00   |
|                         | Jorge Sequeira           | 1     | 0,21 / 100,00   |
| Votos Inválidos         | Votos Inválidos          | 3     | 0,62 / 100,00   |
| Total                   | Total                    | 482   | 100,00 / 100,00 |
| Eleitorado/Participação | Eleitorado/Participação  | 1 041 | 46,30 / 100,00  |

#### São Tomé do Castelo e Justes
| Candidato               | Candidato                | Votos | %               |
| ----------------------- | ------------------------ | ----- | --------------- |
|                         | Marcelo Rebelo de Sousa  | 469   | 71,93 / 100,00  |
|                         | António Sampaio da Nóvoa | 79    | 12,12 / 100,00  |
|                         | Marisa Matias            | 37    | 5,67 / 100,00   |
|                         | Vitorino Silva           | 21    | 3,22 / 100,00   |
|                         | Maria de Belém Roseira   | 18    | 2,76 / 100,00   |
|                         | Henrique Neto            | 12    | 1,44 / 100,00   |
|                         | Paulo de Morais          | 7     | 1,07 / 100,00   |
|                         | Edgar Silva              | 7     | 1,07 / 100,00   |
|                         | Jorge Sequeira           | 2     | 0,31 / 100,00   |
|                         | Cândido Ferreira         | 0     | 0,00 / 100,00   |
| Votos Inválidos         | Votos Inválidos          | 4     | 0,60 / 100,00   |
| Total                   | Total                    | 656   | 100,00 / 100,00 |
| Eleitorado/Participação | Eleitorado/Participação  | 1 577 | 41,60 / 100,00  |

#### Torgueda
| Candidato               | Candidato                | Votos | %               |
| ----------------------- | ------------------------ | ----- | --------------- |
|                         | Marcelo Rebelo de Sousa  | 454   | 63,94 / 100,00  |
|                         | António Sampaio da Nóvoa | 124   | 17,46 / 100,00  |
|                         | Marisa Matias            | 59    | 8,31 / 100,00   |
|                         | Vitorino Silva           | 23    | 3,24 / 100,00   |
|                         | Maria de Belém Roseira   | 22    | 3,10 / 100,00   |
|                         | Paulo de Morais          | 12    | 1,69 / 100,00   |
|                         | Edgar Silva              | 6     | 0,85 / 100,00   |
|                         | Henrique Neto            | 5     | 0,70 / 100,00   |
|                         | Jorge Sequeira           | 3     | 0,42 / 100,00   |
|                         | Cândido Ferreira         | 2     | 0,28 / 100,00   |
| Votos Inválidos         | Votos Inválidos          | 13    | 1,80 / 100,00   |
| Total                   | Total                    | 723   | 100,00 / 100,00 |
| Eleitorado/Participação | Eleitorado/Participação  | 1 710 | 42,28 / 100,00  |

#### Vila Marim
| Candidato               | Candidato                | Votos | %               |
| ----------------------- | ------------------------ | ----- | --------------- |
|                         | Marcelo Rebelo de Sousa  | 588   | 66,29 / 100,00  |
|                         | António Sampaio da Nóvoa | 141   | 15,90 / 100,00  |
|                         | Vitorino Silva           | 51    | 5,75 / 100,00   |
|                         | Marisa Matias            | 50    | 5,64 / 100,00   |
|                         | Maria de Belém Roseira   | 22    | 2,48 / 100,00   |
|                         | Paulo de Morais          | 14    | 1,58 / 100,00   |
|                         | Henrique Neto            | 11    | 1,24 / 100,00   |
|                         | Cândido Ferreira         | 5     | 0,56 / 100,00   |
|                         | Edgar Silva              | 4     | 0,45 / 100,00   |
|                         | Jorge Sequeira           | 1     | 0,11 / 100,00   |
| Votos Inválidos         | Votos Inválidos          | 13    | 1,45 / 100,00   |
| Total                   | Total                    | 900   | 100,00 / 100,00 |
| Eleitorado/Participação | Eleitorado/Participação  | 1 846 | 48,75 / 100,00  |

#### Vila Real
| Candidato               | Candidato                | Votos  | %               |
| ----------------------- | ------------------------ | ------ | --------------- |
|                         | Marcelo Rebelo de Sousa  | 4 262  | 52,90 / 100,00  |
|                         | António Sampaio da Nóvoa | 2 180  | 27,06 / 100,00  |
|                         | Marisa Matias            | 714    | 8,86 / 100,00   |
|                         | Maria de Belém Roseira   | 271    | 3,36 / 100,00   |
|                         | Paulo de Morais          | 207    | 2,57 / 100,00   |
|                         | Vitorino Silva           | 187    | 2,32 / 100,00   |
|                         | Edgar Silva              | 156    | 1,94 / 100,00   |
|                         | Henrique Neto            | 54     | 0,67 / 100,00   |
|                         | Jorge Sequeira           | 17     | 0,21 / 100,00   |
|                         | Cândido Ferreira         | 8      | 0,10 / 100,00   |
| Votos Inválidos         | Votos Inválidos          | 155    | 1,89 / 100,00   |
| Total                   | Total                    | 8 211  | 100,00 / 100,00 |
| Eleitorado/Participação | Eleitorado/Participação  | 15 681 | 52,36 / 100,00  |